# 다마요도역
다마요도역(일본어: 玉淀駅, たまよどえき)은 일본 사이타마현 오사토군 요리이정에 있는 도부 철도 도조 본선 역이다. 역 번호는 TJ 37이다.

## 역사
- 1934년 4월 1일: 영업 개시.
- 1943년 12월 26일: 영업 정지.
- 1947년 8월 29일: 폐지.
- 1951년 9월 7일: 재개업.

## 역 구조
단선 승강장 1면 1선의 지상역이다. 도조 본선의 단선 구간에서는 유일하게 교환 설비가 없다. 승강장은 둑 위에 있어 역사는 계단으로 연결된다. 자동 개찰기가 설치되었다. 화장실은 역사 개찰 내에 설치되어 있다. 일부 시간대는 담당자가 부재한다.
노선 종점인 요리이역이 지치부 철도 관리역이므로, 도부 철도 관리역은 도조 선 계통 중 최북단 및 최서단에 해당한다.

## 역 주변
본 역은 사이타마 현도 30호 한노요리이 선 옆에 퍼져 있는 요리이 정의 중심 상가 입구에 위치하고 있다.
- 사이넨지 절
- 아라카와강
  - 다마요도
  - 아라카와 교량 - 이 역의 바로 남쪽에 있다.
- 하치가타 성

## 인접역
| 도부 철도 도조 본선            | 도부 철도 도조 본선 | 도부 철도 도조 본선      |
| ------------------------------ | ------------------- | ------------------------ |
| TJ 36 하치가타 이케부쿠로 방면 |                     | 요리이 TJ 38 요리이 방면 |